# Crystal Pite

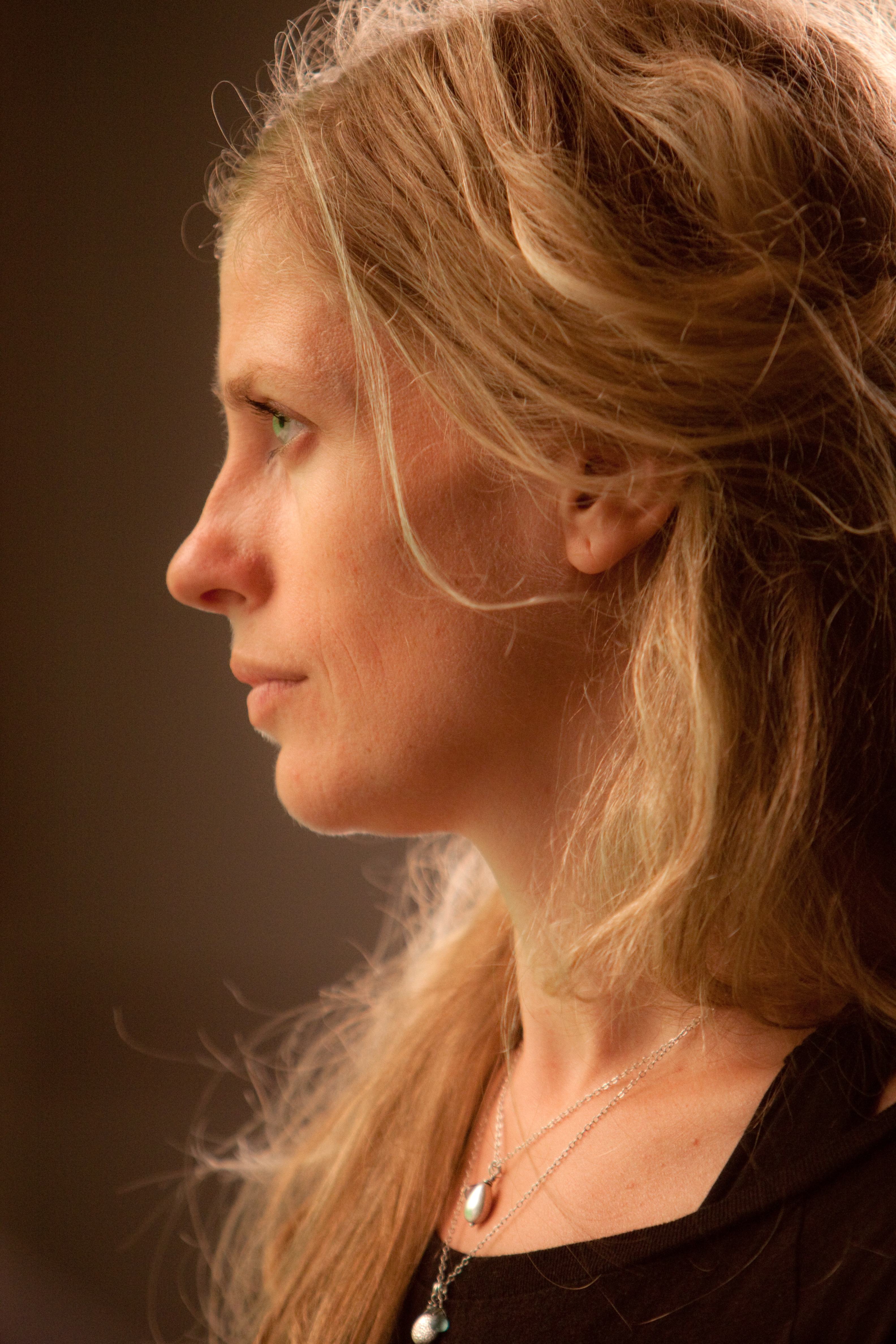
Crystal Pite im Juni 2010

Crystal Pite (* 15. Dezember 1970 in Terrace (British Columbia)) ist eine kanadische Balletttänzerin und Choreografin.

## Werdegang
Wie zahlreiche Tänzer besuchte Pite keine Ballettschule, sondern nahm bereits ab vier Jahren privaten Tanz-, Jazz-, Gesangs- und Schauspielunterricht, unter andern bei Maureen Eastick und Wendy Green in Victoria (British Columbia). Mit 13 Jahren entwickelte sie mit The Bug 1983 ihre erste eigene Choreografie und nahm damit in der Kategorie „Junge Choreografen“ am Victoria Dance Festival teil.
Während der Sommermonate bildete sich Pite an der Schule des Toronto Dance Theatre und am Banff Centre for the Arts weiter. Ihre professionelle Tanzlaufbahn begann, als sie im Jahr 1988 zum Ballet British Columbia (Ballet BC) wechselte. In den acht Jahren, die sie dieser Kompanie angehörte, arbeitete sie unter Reid Anderson, Patricia Neary, Barry Ingham, John Alleyne, sowie zahlreichen weiteren Choreografen. Hier lernte sie auch den Tänzer und Choreografen William Forsythe kennen.

## Wirken
Ihre erste eigene professionell Choreografie entstand 1989: Between the Bliss and Me wurde in das Repertoire des Ballet BC aufgenommen. Eine Zusammenstellung früherer Kurzchoreografien enthielt ihr Stück Reflections on Billie von 1992 und Shapes of a Passing von 1994. Im gleichen Jahr entwickelte sie für das Alberta Ballet mit In a Time of Darkness, das sich mit der Gewalt in Krieg und Revolution auseinandersetzte. Mit diesem Stück gewann sie als bislang jüngste Ausgezeichnete 1995 den Banff Centre's Clifford E. Lee Choreographic Award, verbunden mit einem sechswöchigen Studienaufenthalt am Banff Centre for the Arts. Während ihrer Artist-in-Residence-Zeit dort schrieb sie Quest, das in das Repertoire des Alberta Ballet aufgenommen wurde. Kritiker lobten ihre Choreografien, die von Neugier, Humor, Intelligenz und Kühnheit geprägt seien und viele erfinderische und künstlerisch riskante Elemente enthielten.
1996 kam sie nach Frankfurt am Main und tanzte für William Forsythes am Ballett Frankfurt, nahm an zahlreichen Gastspielen der Kompanie in Europa, Asien und Amerika teil und schrieb ihr Stück Field: Fiction, bei dem sie von Annie Dillards Buch The Writing Life angeregt wurde.
2001 kehrte sie nach Kanada zurück und gründete in Vancouver mit KIDD PIVOT ihre eigene Tanzkompanie, mit der sie internationale Gastspiele mit eigenen Choreografien gab. Es entstanden unter anderen die Stücke Uncollected Work (2002), Double Story (2004 in Zusammenarbeit mit Richard Siegal), Lost Action (2006) und Fault (2008).
2010 holte sie Dieter Buroch nach Frankfurt an das Künstlerhaus Mousonturm, wo Pite mit Kidd Pivot Frankfurt RM eine neue Kompanie zusammenstellte, die unter anderem vom Kulturfonds Frankfurt RheinMain getragen wurde. Mit der Europa-Premiere von Dark Matters im Mai des gleichen Jahres im Mousonturm begann Pite mit ihrer neuen Truppe eine Gastspiel-Tournee durch Europa. Im Mai 2010 war ihre Choreografie auf dem 7th International Festival of Contemporary Dance in Venedig zu sehen. Im Frühjahr 2011 folgte ihr Stück The You Show und im Oktober 2011 mit The Tempest Replica ihre neueste Choreografie. Ihr Vertrag lief Ende 2012 aus, seither lebt und arbeitet Pite in Vancouver.